# 東韶戰鬥
東韶戰鬥發生於1931年1月1－3日，地點則是在中國江西東韶（今宁都县东韶乡一带）。是國共內戰前期主要戰鬥之一，交戰一方為中華民國國民革命軍之50師，另一方則為解放軍前身之中國工農紅軍紅三軍等軍。戰鬥末了，國軍團長黃敬陣亡，紅軍攻佔陣地。

## 戰役過程
紅軍在龍崗戰役之後，休整一天，在12月31日移駐小布。次年元旦舉行軍事會議。在偵探敵情中得知譚道源師撤退東移，毛澤東等人判斷國軍可能要全線退走，決定追擊譚道源師，計劃將譚道源師殲滅於東韶一帶，然後遂一消滅許克祥24師和毛炳文第8師。令紅十二軍擔任正面追擊，經南團、林池向東韶前進；紅三軍團任左路，經陂頭向東韶前進；紅三軍任右路，限於2日正午12時到達田營，以主力鉗制洛口許克祥師，阻其增援，以一部迂回到東韶東瑞、山下坪北瑞的高地，向東韶攻擊，紅四軍為總預備隊。譚道源50師在紅軍尾隨、一路挨打下，於12月2日午後陸續到達東韶，便急忙構築陣地，想憑借高山地形抵抗，但工事尚未完成，紅軍主力已經陸續到達，相繼合圍。在3日早晨從西、南、北三面向東韶展開攻擊。50師居高臨下，以密集火力阻止紅軍衝擊。下午，紅軍攻佔了黃泥這個制高點，50師已處於紅軍的火網之下。下午4時，紅軍全線發起猛攻，迅速突破50師各處陣地。50師陷於混亂，官兵四散逃竄。譚道源率領殘部向東北方向逃到撫州。此役國軍被殲數千人，繳槍6千多支。。